# Пансион Чермака
Пансион Чермака — среднее учебное заведение в Российской империи в первой половине XIX века.

## История
Пансион был открыт Леонтием Ивановичем Чермаком 22 января 1819 года. Размещался он на Новой Басманной улице, возле Басманной полицейской части, напротив дома Голицына, в котором в 1830-х годах был размещён Сиротский приют.
Дети принимались в это учебное заведение большей частью на полный пансион, т. е. находились там в течение целой недели, приезжая домой только на выходные и праздники.
Занимались в пансионе по полной гимназической программе. Подъём был по звонку в шесть утра, зимой — в семь; после молитвы и завтрака занимались до двенадцати; после обеда снова занимались с двух до шести; с семи до девяти повторяли уроки, после чего ужинали и ложились спать. Полный курс состоял из трёх классов продолжительностью 11 месяцев каждый.
В пансионе преподавали лучшие педагоги Москвы: Д. М. Перевощиков, И. И. Давыдов, А. М. Кубарев; изучались здесь и древние языки, и античная литература. Некоторые учителя были из иностранцев, в том числе и Яков Григориус из Швейцарии, на дочери которого Софье женился сын Леонтия — Карл. Преподававший в пансионе любимый учитель Ф. М. Достоевского Н. И. Билевич, оказал на него большое нравственное и литературное влияние.
Все учащиеся в этом пансионе, по отзыву Д. В. Григоровича, отличались «замечательной литературной подготовкой и начитанностью». А. М. Достоевский в своих воспоминаниях отмечал: «Подбор хороших преподавателей и строгое наблюдение за исправным и своевременным приходом их, и в то же время — присутствие характера семейственности, напоминающего детям хотя отчасти их дом и домашнюю жизнь, — вот, по-моему, идеал закрытого воспитательного заведения. Пансион Л. И. Чермака был близок к этому идеалу». Помимо Достоевских в пансионе, за его более чем 25-летнее существование, хорошую подготовку получили такие личности, как Г. Н. Геннади, Н. В. Калачов, В. М. Каченовский и Ф. Б. Мильгаузен, А. Д. Шумахер.
Известно, что летом 1834 года, перед вступлением братьев Достоевских в пансион, в нём было 68 учащихся, а в первой половине 1836 года — уже 90.